# Forma apei
The Shape of Water   este un film american din 2017 regizat de Guillermo del Toro și scris de del Toro și Vanessa Taylor. Este creat în genurile romantic, dramă, fantezie întunecată. Rolurile principale au fost interpretate de actorii Michael Shannon, Sally Hawkins și Octavia Spencer.

## Prezentare
Elisa Esposito, care a fost găsită abandonată, copil fiind, lângă un râu cu răni pe gât, este mută și comunică prin limbajul semnelor. Ea lucrează ca femeie de serviciu la un laborator guvernamental secret din Baltimore, Maryland, în 1962, în toiul Războiului Rece. Singurii ei prieteni sunt vecinul homosexual, Giles, un ilustrator de publicitate de vârstă mijlocie, și colega ei, Zelda Fuller.
Încercând să exploateze omul amfibian pentru a avantaja America în cursa spațială, generalul Frank Hoyt este în cele din urmă convins de Strickland să realizeze vivisecția. Un om de știință, Robert Hoffstetler - care în realitate este un spion sovietic pe numele lui Dimitri Mosenkov - pledează, fără succes, pentru a-l păstra pe omul amfibie în viață pentru a se continua studiul asupra lui, dar, în același timp, primește ordinte de la șefii lui sovietici să eutanasieze creatura. Când Elisa aude despre planurile americanilor pentru omul amfibian, ea îl convinge pe Giles să o ajute să o elibereze. Hoffstetler descoperă întâmplător despre planul Elisei și decide să o asiste. Deși inițial reticentă, Zelda se implică, de asemenea, în evadarea reușită.
Elisa îl ține pe omul amfibian în cada din apartamentul său, intenționând să-l elibereze într-un canal din apropiere atunci când plouă pentru ca acesta să aibă acces la ocean. Strickland le interoghează pe Elisa și Zelda, printre altele, dar nu află nimic. Înapoi la apartament, Giles îl descoperă pe omul amfibian devorând una dintre pisicile lui. Speriat, omul amfibian îl taie pe Giles pe brați și iese din apartament. Ajunge până la cinema la parter, din fericire lipsit de spectatori, înainte ca Elisa să-l găsească și să-l aducă înapoi în apartamentul ei. Îl atinge pe Giles pe capul său chel și pe brațul său rănit, iar în dimineața următoare Giles descoperă că părul a început să-i crească din nou și că rănile de pe braț s-au vindecat. După ce a refuzat inițial, Elisa face sex cu bărbatul amfibian.
Generalul Hoyt sosește în mod neașteptat și îi spune lui Strickland că are 36 de ore pentru a-l recupera pe omul amfibian sau cariera și viața sa vor fi terminate. Între timp, lui Hoffstetler i sa spus că va fi extras în două zile. Pe măsură ce se apropie data de eliberare planificată, sănătatea omului amfibian începe să se deterioreze. Hoffstetler merge să-i întâlnească pe cei care trebuie să îl extragă, avându-l pe urmele sale pe Strickland care-l urmărește. La întâlnire Hoffstetler este împușcat de unul dintre cei care trebuiau să îl scoată din țară, dar Strickland îl ucide pe acesta din urmă. După ce au aflat că Hoffstetler e spion, Strickland îl torturează în încercarea de a le implica pe Elisa și pe Zelda înainte de a muri. Strickland o amenință pe Zelda în casa ei, până când soțul ei, Brewster, dezvăluie că Elisa îl are pe omul amfibian. Zelda îi telefonează imediat Elisei, avertizând-o să elibereze creatura. Strickland, furios fiind, intră în apartamentul gol al Elisei unde găsește o notă în calendar care dezvăluie unde intenționează să îl elibereze pe omul amfibian.
La canal, Elisa și Giles își iau rămas bun de la creatură când Strickland sosește, îl împușcă pe Giles, pe omul amfibian și pe Elisa. Omul amfibian se vindecă repede și îi taie gâtul lui Strickland, ucigându-l. Când poliția ajunge la canal cu Zelda, omul amfibian o ia pe Elisa și sare în canal, unde o vindecă. Când atinge cicatricile de pe gâtul Elisei, acestea se deschid și dezvăluie branhii ca ale lui; ea revine la viață, iar cei două îmbrățișează. În încheierea vocală, Giles transmite convingerea că Elisa a trăit „fericită și îndrăgostită” cu omul amfibian.

## Distribuție
- Sally Hawkins - Elisa Esposito
- Michael Shannon -  Colonel Richard Strickland
- Richard Jenkins - Giles
- Octavia Spencer - Zelda Fuller
- Doug Jones - Om Amfibie
- Michael Stuhlbarg - Dr. Robert Hoffstetler
- Lauren Lee Smith - Elaine Strickland
- Nick Searcy - General Frank Hoyt
- David Hewlett - Fleming

## Producție
Filmările au început la 15 august 2016 in Hamilton, Ontario, și s-au terminat la 6 noiembrie 2016. Cheltuielile de producție s-au ridicat la 19,5 milioane $.

## Lansare și primire
A avut încasări de 23,3 milioane $.